# Henri-Camille Danger
Henri-Camille Danger (n. 31 ianuarie 1857, Paris, Franța – d. 1937, Indre-et-Loire, Centre-Val de Loire, Franța) a fost un pictor francez cunoscut pentru picturi istorice, subiecte alegorice și mitologice, scene de gen, peisaje și desene pentru tapiserii.

## Tinerețe si educație
Henri-Camille era fiul lui Jules Félix Camille Danger, un croitor, și a lui Marie Joséphine Tacheux. A studiat la École des Beaux-Arts sub îndrumarea lui Jean-Léon Gérôme și Aimé Millet⁠(d) și și-a expus lucrările la Salonul de la Paris⁠(d) din 1886 până în 1937.
Danger a fost distins cu Prix de Rome în 1887 pentru pictura sa „Mânia lui Ahile ușurată de Minerva”. Acest lucru i-a permis să studieze în Villa Medici între 1888 și 1891.

## Moștenire
A debutat la Salonul din 1898 cu „Marii artizani ai arbitrajului și păcii”, i-a dedicat cu îndrăzneală lui Alexandru al III-lea al Rusiei.
Membru al Societății Artiștilor Francezi din 1899, a câștigat o medalie de argint la Expoziția Universală din 1900 și a fost numit Cavaler al Legiunii de onoare în 1903. Contribuțiile sale la salon au inclus subiecte istorice precum „Conferința de la Haga” (1903), alegorii precum „Marii artizani ai arbitrajului și păcii”, subiecte mitologice precum „Venus cu două daruri” (1937), scene de gen mai intime și peisaje din Italia.
A realizat, de asemenea, schițe pentru tapiserii pentru Fabrica Gobelins și miniaturi în stilul secolului al XV-lea.
În 1999, tabloul său „Afrodita și Eros” a fost vândut cu 10.350 lire sterline. Un an mai târziu, „Alegoria industriei și a muncii” a adus 11.750 dolari americani. Ambele vânzări au avut loc la Christie's⁠(d).
Lucrările sale pot fi găsite în colecții private, la Beaux-Arts de Paris, Musée d'Orsay, Petit Palais⁠(d), Hôtel de Ville, Paris⁠(d), Musée des Beaux-Arts de Tours  și altele.

## Galerie

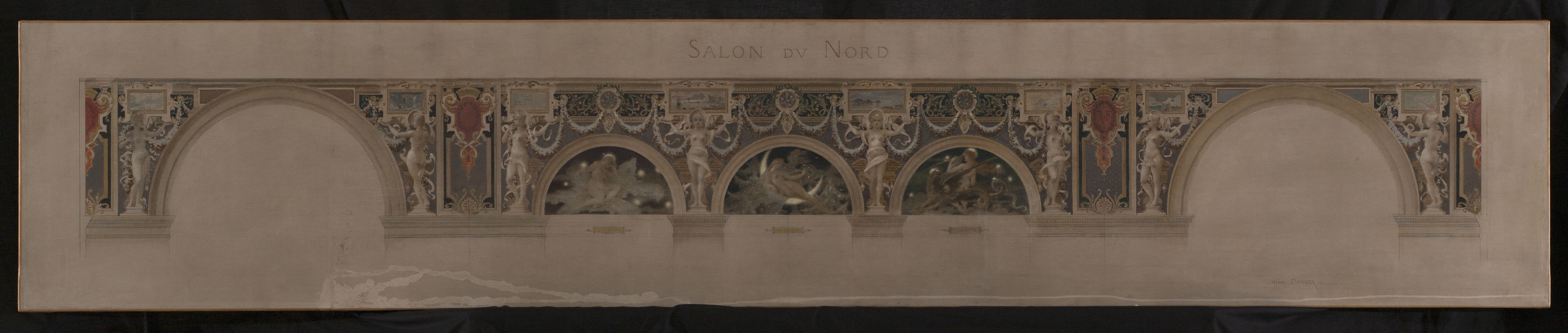
Schiță pentru salonul de la intrarea de nord a Hôtel de Ville din Paris. Noaptea. Dragonul. Petit Palais.
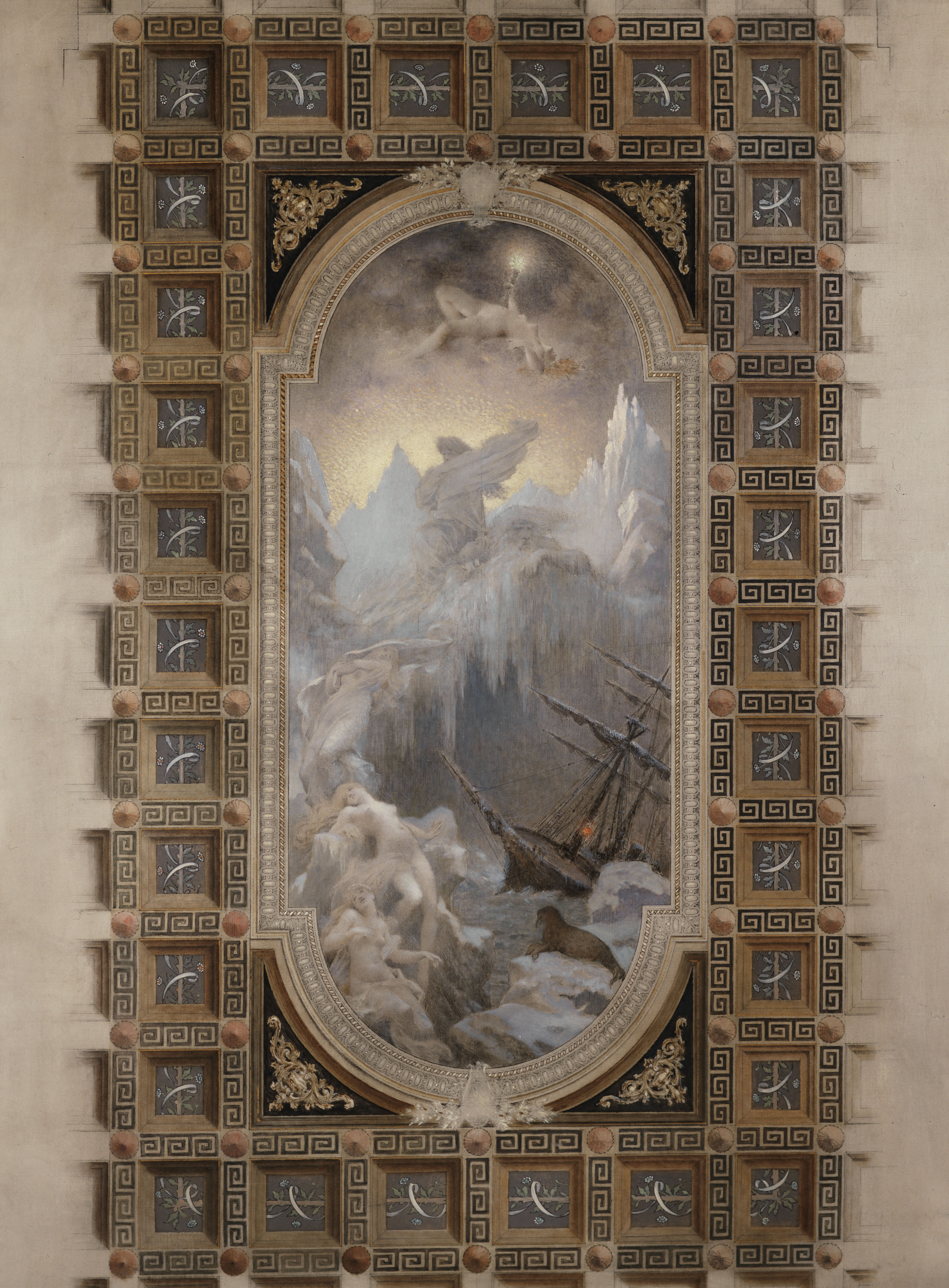
Salonul de la intrarea de nord: L'Aurore boréale, 1892 (ceiling), Petit Palais.
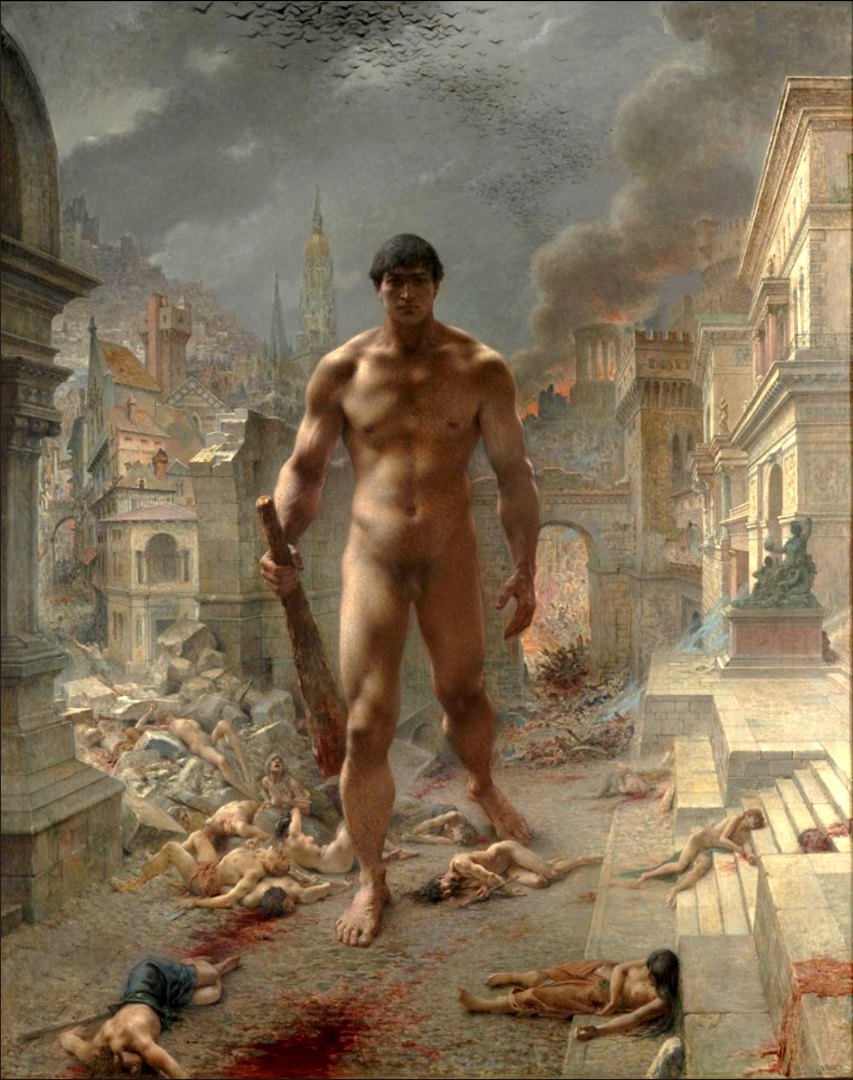
Fléau !, 1901, Musée d'Orsay.
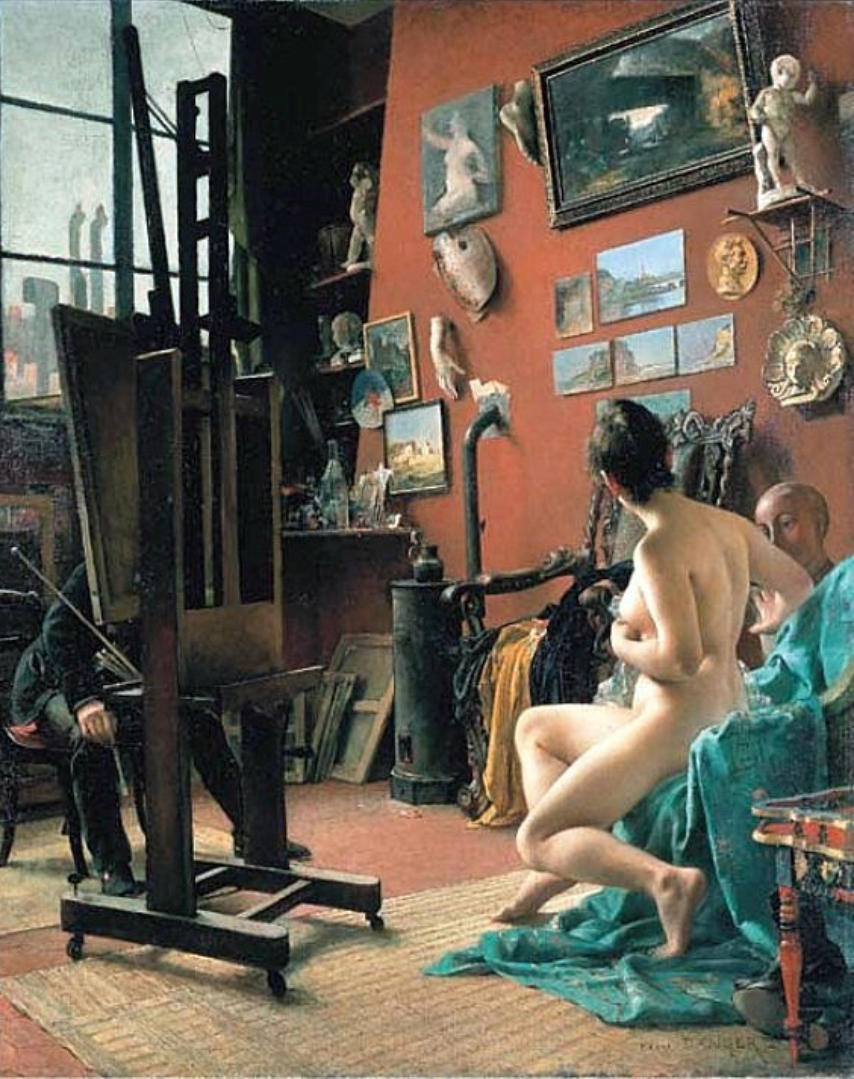
Chez un ami
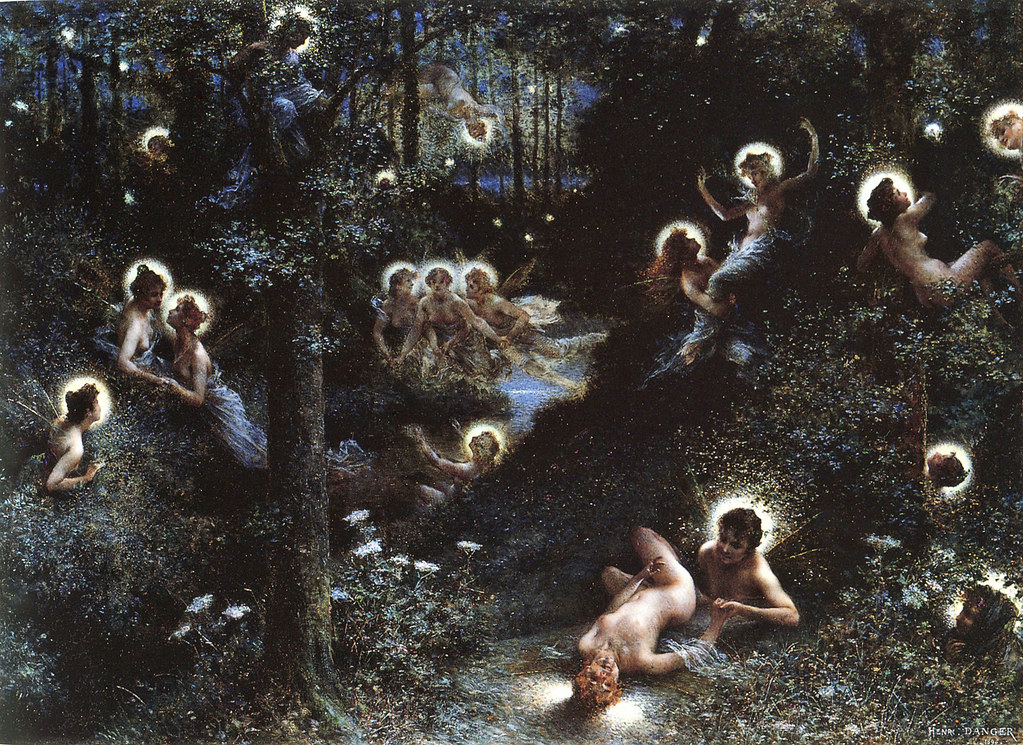
Les lucioles c. 1896.
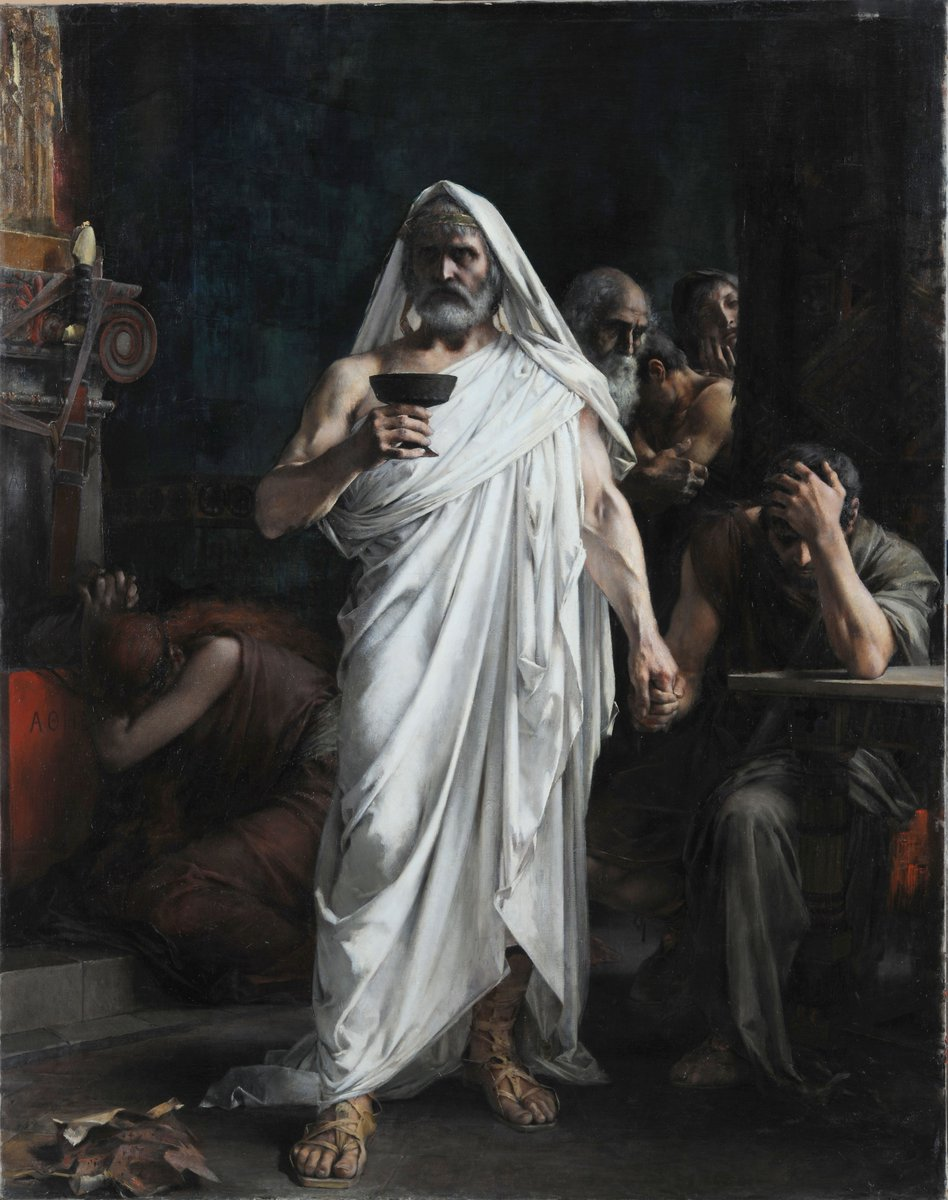
French: Thémistocle buvant le poison, 1887, Beaux-Arts de Paris.